# Lost in Space (televisieserie, 1965)
Lost in Space is een Amerikaanse sciencefictionserie bedacht door Irwin Allen, en geproduceerd door 20th Century Fox Television. De serie liep drie seizoenen met een totaal van 83 afleveringen. Het was de tweede van in totaal vier sciencefictionseries bedacht door Allen.
Het eerste seizoen van de serie was in zwart-wit, de overige twee in kleur.

## Plot
In 1997 raakt de aarde dermate overbevolkt dat de natuurlijke grondstoffen snel opraken. Professor John Robinson, zijn vrouw Maureen, hun kinderen Judy, Penny en Will, en hun vriend Don West worden uitgekozen voor een project om andere planeten te gaan koloniseren. Ze zullen met een ruimteschip genaamd de Jupiter 2 naar de Alpha Centauri gaan om een nieuwe bewoonbare planeet te zoeken. Daar de reis lange tijd zal duren wordt de familie in schijndode toestand gebracht. De scheepscomputer zal hen wekken als ze op de plaats van bestemming zijn.
Net voor de lancering dringt een buitenlandse agent genaamd Dr. Zachary Smith het schip binnen. Zijn doel is de missie te saboteren. Hij programmeert de robot van het schip om alles te vernietigen kort na het opstijgen. Hij kan het schip echter niet op tijd verlaten en gaat onvrijwillig mee de ruimte in. Door zijn extra gewicht wordt de Jupiter 2 uit koers gebracht. Daarbij slaat de robot inderdaad op hol. De familie wordt gewekt uit hun schijndood en kan de robot stoppen, maar dan blijken ze al volledig te zijn verdwaald.
Al snel zijn ze gedwongen te landen op een vreemde planeet. In seizoen 1 en 2 probeert de familie zich staande te houden tegenover de vele gevaren van deze planeet. In seizoen 3 vinden ze een manier om de planeet te verlaten en proberen ze alsnog Alpha Centauri te vinden. Dr. Smith blijft achter de schermen de missie saboteren. Vanaf het tweede seizoen wordt hij echter meer een soort lafaard die terug naar de aarde wil.

## Personages en cast
- Dr. John Robinson (Guy Williams): de commandant van de expeditie. Hij is piloot, en de vader van de Robinson-kinderen. Hij heeft veel kennis van astrofysica.
- Dr. Maureen Robinson (June Lockhart): Johns vrouw, en biochemica van beroep. Ze vertolkt vaak de stem van de rede in het team. Haar status van dokter wordt alleen in de eerste aflevering genoemd.
- Majoor Don West (Mark Goddard): de piloot van het ruimteschip, en een goede vriend van de Robinsons. Zijn karakter dient vaak als tegenpool voor dat van Dr. Smith.
- Judy Robinson (Marta Kristen): de oudste van de drie kinderen. Ze had aanvankelijk voor zichzelf een carrière als musicalartiest in gedachten, maar koos er toch voor met haar familie mee te gaan.
- Penny Robinson (Angela Cartwright): de middelste van de drie kinderen. Ze houdt van dieren en klassieke muziek. In de serie krijgt ze een buitenaards huisdier genaamd Debbie.
- Will Robinson (Billy Mumy): de jongste van de drie kinderen. Hij is een wonderkind met een aanleg voor techniek. Hij is als enige bereid Dr. Smith te accepteren aan boord.
- Dr. Zachary Smith (Jonathan Harris): een buitenlandse spion die eigenlijk de missie had moeten saboteren. Hij dient als antagonist van de serie. Smith is een specialist in intergalactische psychologie. Naarmate de serie vordert vormt hij steeds meer de vrolijke noot in de serie in plaats van een kwaadaardig personage.
- De Robot: de Robot is een Model B-9, Klasse M-3 General Utility Non-Theorizing Environmental Control Robot. Hij heeft geen naam. Ondanks dat hij een machine is, toont hij vaak menselijke karaktereigenschappen. De robot werd gespeeld door Bob May in een robotpak. Zijn stem werd gedaan door Dick Tufeld.

Gedurende de serie hadden veel acteurs een gastrol in de serie, waaronder Al Lewis, Edy Williams, Arte Johnson, Don Matheson, Kurt Russell, Strother Martin, Francine York, Mercedes McCambridge, Michael J. Pollard, Allan Melvin en Henry Jones.

## Achtergrond

### Geschiedenis
Irwin Allen produceerde ter promotie van de serie een pilotaflevering getiteld 'NO Place to Hide'. Deze pilot draaide alleen om de familie Robinson. Toen CBS de pilot goedkeurde en besloot de serie te gaan maken, werden de personages Dr. Smith en de Robot erbij bedacht. Het schip kreeg voor de serie een extra dek en werd omgedoopt van "Gemini 12" in "Jupiter 2". Veel van de plotwendingen uit de pilot werden opnieuw verwerkt in de eerste afleveringen. Eigenlijk zou de serie Space Family Robinson heten, als verwijzing naar De Zwitserse familie Robinson. Dit kon echter niet doorgaan, daar Disney de rechten op dit boek bezat (ze hadden pas daarvoor een film uitgebracht van dit boek) en het auteursrecht niet wilde vrijgeven.
Het eerste seizoen werd opgenomen in zwart-wit, en had een serieuzere ondertoon dan de latere twee seizoenen. Alleen de special effects werden in kleur gefilmd. Vanaf het tweede seizoen werd de serie geheel in kleur opgenomen, en werd de nadruk meer gelegd op humoristische situaties. De serie werd tegelijk uitgezonden met de Batman-televisieserie, en geruchten gaan dat de serie expres een meer campachtige ondertoon aannam om beter te concurreren met deze serie. De veranderingen, en vooral de verandering in Smiths personage, werden niet altijd gewaardeerd bij de acteurs. Vooral Mark Goddard en Guy Williams vonden het maar niets dat de serie afstand deed van de serieuze sciencefiction uit het eerste seizoen. In het derde seizoen kwam de nadruk daarom weer meer op avontuur te liggen, maar de humoristische ondertoon bleef aanwezig.

### Ontvangst
Hoewel de serie tegenwoordig een cultstatus heeft, wordt de serie door de sciencefictiongemeenschap vaak gezien als een voorbeeld van slechte pogingen tot het maken van sciencefictionseries. De serie was een redelijk succes.
De fans van de serie zijn onder te verdelen in twee groepen: fans van de serieuze afleveringen uit seizoen 1 en fans van de humoristische campy afleveringen uit seizoen 2 en 3.

### Stopzetting
De exacte reden waarom de serie werd stopgezet is niet bekend. Op zich waren de kijkcijfers goed genoeg voor een vierde seizoen. Een paar theorieën zijn:
- Budgetproblemen. De serie werd mogelijk te duur om te produceren. De kosten voor seizoen drie bedroegen $164.788 per aflevering, en de acteurs waren aan het onderhandelen om voor seizoen 4 een hoger salaris te krijgen. Daarbij hadden de producers te horen gekregen dat ze het vanaf seizoen 4 met 15% minder budget moesten doen.[2]
- Volgens Robert Hamner, een van de schrijvers van de serie, had CBS-executive Bill Paley zo’n hekel aan de serie dat hij de budgetproblemen aangreep om de serie te laten stoppen.[3]
- De Lost in Space Forever DVD noemt een daling van de kijkcijfers als voornaamste reden dat de show werd stopgezet.[4]
- Wellicht niet de hoofdreden, maar toch van invloed, was het feit dat June Lockhart en regisseur Don Richardson vrijwel geen interesse meer hadden in de serie.

### Geruchten rondom de serie
Gene Roddenberry— de bedenker van Star Trek— beweerde vaak dat CBS vaak ideeën voor “Lost in Space” afkeek bij Star Trek. Dit is echter onwaarschijnlijk, omdat Irwin Allen al een succesvolle producer was (hij had zelfs een Emmy Award gewonnen) toen Roddenberry voor het eerst met het idee voor Star Trek kwam. Daarbij had CBS de pilot voor Lost in Space al goedgekeurd voordat Star Trek begon.
Een ander gerucht is dat Lost in Space een meer campy ondertoon aannam om zich te onderscheiden van de serieuze Star Trekserie.

### Spin-offs
- In 1991 werd de serie voortzet als een stripreeks.

- In 1998 verscheen de gelijknamige film, gebaseerd op de serie.

- In 2003 waren er plannen voor een nieuw serie, maar deze ging uiteindelijk niet door. De reeds gemaakte sets werden verkocht aan de serie Battlestar Galactica

## Afleveringen
| Seizoen 1 - 1.01 The Reluctant Stowaway - 1.02 The Derelict - 1.03 Island in the Sky - 1.04 There Were Giants in the Earth - 1.05 The Hungry Sea - 1.06 Welcome Stranger - 1.07 My Friend, Mr. Nobody - 1.08 Invaders from the Fifth Dimension - 1.09 The Oasis - 1.10 The Sky is Falling - 1.11 Wish Upon a Star - 1.12 The Raft - 1.13 One of Our Dogs is Missing - 1.14 Attack of the Monster Plants - 1.15 Return from Outer Space - 1.16 The Keeper (Part 1) - 1.17 The Keeper (Part 2) - 1.18 The Sky Pirate - 1.19 Ghost in Space - 1.20 The War of the Robots - 1.21 The Magic Mirror - 1.22 The Challenge - 1.23 The Space Trader - 1.24 His Majesty Smith - 1.25 The Space Croppers - 1.26 All That Glitters - 1.27 The Lost Civilization - 1.28 A Change of Space - 1.29 Follow the Leader |  | Seizoen 2 - 2.01 Blast Off into Space - 2.02 Wild Adventure - 2.03 The Ghost Planet - 2.04 The Forbidden World - 2.05 Space Circus - 2.06 The Prisoners of Space - 2.07 The Android Machine - 2.08 The Deadly Games of Gamma 6 - 2.09 The Thief from Outer Space - 2.10 Curse of Cousin Smith - 2.11 West of Mars - 2.12 A Visit to Hades - 2.13 The Wreck of the Robot - 2.14 The Dream Monster - 2.15 The Golden Man - 2.16 The Girl from the Green Dimension - 2.17 The Questing Beast - 2.18 The Toymaker - 2.19 Mutiny in Space - 2.20 The Space Vikings - 2.21 Rocket to Earth - 2.22 Cave of the Wizards - 2.23 Treasure of the Lost Planet - 2.24 Revolt of the Androids - 2.25 The Colonists - 2.26 Trip Through the Robot - 2.27 The Phantom Family - 2.28 The Mechanical Men - 2.29 The Astral Traveler - 2.30 The Galaxy Gift |  | Seizoen 3 - 3.01 Condemned of Space - 3.02 Visit to a Hostile Planet - 3.03 Kidnapped in Space - 3.04 Hunter's Moon - 3.05 The Space Primevals - 3.06 The Space Destructors - 3.07 The Haunted Lighthouse - 3.08 Flight into the Future - 3.09 Collision of the Planets - 3.10 The Space Creature - 3.11 Deadliest of the Species - 3.12 A Day at the Zoo - 3.13 Two Weeks in Space - 3.14 Castles in Space - 3.15 Anti-matter Man - 3.16 Target: Earth - 3.17 Princess of Space - 3.18 The Time Merchant - 3.19 The Promised Planet - 3.20 Fugitives in Space - 3.21 Space Beauty - 3.22 The Flaming Planet - 3.23 The Great Vegetable Rebellion - 3.24 Junkyard of Space |

## Voetnoten
1. ↑  Eisner, Joel, and Magen, Barry, Lost in Space Forever, Windsong Publishing, Inc., 1992.
2. ↑  Eisner, Joel, and Magen, Barry, Lost in Space Forever, p. 280, Windsong Publishing, Inc., 1992.
3. ↑  Interview in Starlog, #220, November 1995
4. ↑  Lost in Space Forever, DVD, Twentieth Century Fox, 1998.